# Crispian Mills
Crispian Mills (Londres, 18 de janeiro de 1973; nascido Crispian John David Boulting; nome religioso, Krishna Kantha Das) é um vocalista e guitarrista britânico.
Ficou conhecido por seu trabalho na banda Kula Shaker, onde canta e toca guitarra elétrica. Também atuou na banda The Jeevas como vocalista e guitarrista.